# Alt (piwo)

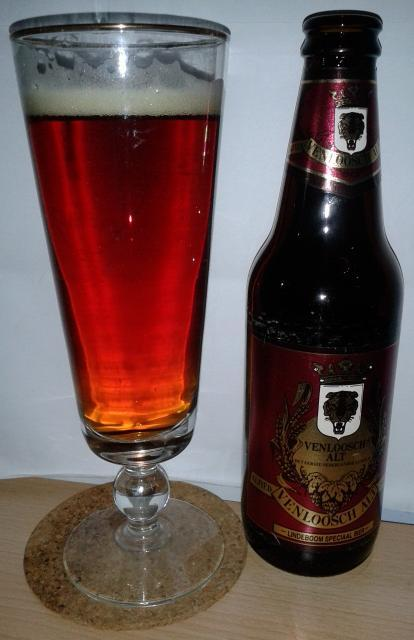
Piwo Alt

Alt – niemiecki styl piwa górnej fermentacji o barwie od jasnego brązu do ciemnej miedzi.

## Charakterystyka
- Zapach: lekkie estry owocowe i posmaki orzechowe, brak nut palonych.
- Smak: złożona goryczka chmielowa dobrze zrównoważona silną słodowością.
- Składniki: niemieckie słody z niewielkimi ilościami słodów kryształowych (karmelowych), czekoladowych lub barwiących, czasami niewielki udział słodu pszenicznego. Szlachetne odmiany chmielu oraz drożdże górnej fermentacji o czystym profilu (fermentację prowadzi się w stosunkowo niskich temperaturach)
- IBU: 35–50
- Blg początkowe: 11,4–13,3°
- Zawartość alkoholu (obj.): 4,5–5,2%